# آرگولیبیو
آرگولیبیو (به اسپانیایی: Argolibio) یک منطقهٔ مسکونی در اسپانیا است که در آمیبا واقع شده‌است. آرگولیبیو ۱۹۰ نفر جمعیت دارد.